# Hiroši Soedžima
Hiroši Soedžima (* 26. červenec 1959) je bývalý japonský fotbalista.

## Klubová kariéra
Hrával za Yanmar Diesel, Sumitomo Metal.

## Reprezentační kariéra
Hiroši Soedžima odehrál za japonský národní tým v roce 1980 celkem 3 reprezentační utkání.

## Statistiky
| Japonsko | Japonsko | Japonsko |
| Roky     | Záp.     | Góly     |
| -------- | -------- | -------- |
| 1980     | 3        | 0        |
| Celkem   | 3        | 0        |